# Podborek (Śniadków Górny A)
Podborek – część wsi Śniadków Górny A położona w Polsce, w województwie mazowieckim, w powiecie otwockim, w gminie Sobienie-Jeziory.
W latach 1975–1998 Podborek administracyjnie należał do województwa siedleckiego.